# Gagea ancestralis
Gagea ancestralis là một loài thực vật có hoa trong họ Liliaceae. Loài này được Levichev miêu tả khoa học đầu tiên năm 1998.